# Марк Гендерсон (плавець)
Марк Гендерсон (англ. Mark Henderson, 14 листопада 1969) — американський плавець.
Олімпійський чемпіон 1996 року.
Чемпіон світу з водних видів спорту 1991, 1994 років.
Чемпіон світу з плавання на короткій воді 1993 року.
Переможець Пантихоокеанського чемпіонату з плавання 1991, 1993, 1995 років, призер 1989 року.
Переможець Панамериканських ігор 1995 року.